# Воллах, Йоханан
Йоханан Воллах (ивр. יוחנן וולך'‎, род. 14 мая 1945, Кирьят-Бялик, подмандатная Палестина) — израильский футболист. Считается одним из лучших игроков за всю историю израильского футбола. Двенадцать матчей провёл за сборную страны. В настоящее время работает в клубе «Маккаби» Хайфа на административной должности.